# Canoagem nos Jogos Europeus de 2015 - K-4 500 m feminino
A categoria K-4 500 metros feminino foi um dos eventos da canoagem nos Jogos Europeus de 2015. Foi disputada nos dias 14 e 15 de junho, no Kur Sport and Rowing Centre, em Mingachevir, no Azerbaijão.

## Calendário
Horário de verão do Azerbaijão (UTC+5).
| Data        | Horário | Fase          |
| ----------- | ------- | ------------- |
| 14 de junho | 10:00   | Eliminatórias |
| 14 de junho | 17:12   | Semifinal     |
| 15 de junho | 10:32   | Final         |

## Medalhistas
|  | HUN Hungria                                          |  | GER Alemanha                                           |  | POL Polônia                                                             |
|  | Gabriella Szabó Anna Kárász Danuta Kozák Ninetta Vad |  | Franziska Weber Verena Hantl Conny Waßmuth Tina Dietze |  | Karolina Naja Ewelina Wojnarowska Edyta Dzieniszewska Beata Mikołajczyk |

## Resultados

### Eliminatórias
Os três barcos mais rápidos em cada bateria avançaram diretamente para a final. Os próximos sete barcos restantes avançaram para a semifinal.
Bateria 1
| Pos. | Canoísta                                                                | Nacionalidade    | Tempo    | Notas |
| ---- | ----------------------------------------------------------------------- | ---------------- | -------- | ----- |
| 1    | Franziska Weber Verena Hantl Conny Waßmuth Tina Dietze                  | GER Alemanha     | 1:34.937 | F     |
| 2    | Lani Belcher Hayleigh Mason Angela Hannah Louisa Gurski                 | GBR Grã-Bretanha | 1:35.191 | F     |
| 3    | Mariia Kichasova-Skoryk Anastasiia Todorova Mariya Povkh Inna Hryshchun | UKR Ucrânia      | 1:35.613 | F     |
| 4    | Léa Jamelot Gabrielle Tuleu Amandine Lhote Sarah Troël                  | FRA França       | 1:37.069 | SF    |
| 5    | Joana Vasconcelos Beatriz Gomes Francisca Laia Helena Rodrigues         | POR Portugal     | 1:37.910 | SF    |
| 6    | Linnea Stensils Karin Johansson Moa Wikberg Klara Andersson             | SWE Suécia       | 1:38.337 | SF    |
| 7    | Federica Nole Norma Murabito Irene Burgo Sofia Campana                  | ITA Itália       | 1:39.840 | SF    |

Bateria 2
| Pos. | Canoísta                                                                 | Nacionalidade | Tempo    | Notas |
| ---- | ------------------------------------------------------------------------ | ------------- | -------- | ----- |
| 1    | Gabriella Szabó Anna Kárász Danuta Kozák Ninetta Vad                     | HUN Hungria   | 1:33.709 | F     |
| 2    | Nikolina Moldovan Dalma Ružičić-Benedek Milica Starović Olivera Moldovan | SRB Sérvia    | 1:34.019 | F     |
| 3    | Karolina Naja Ewelina Wojnarowska Edyta Dzieniszewska Beata Mikołajczyk  | POL Polônia   | 1:34.463 | F     |
| 4    | Roxana Borha Iuliana Ţăran Elena Meroniac Irina Lauric                   | ROU Romênia   | 1:35.836 | SF    |
| 5    | Yuliana Salakhova Kira Stepanova Elena Aniushina Svetlana Chernigovskaya | RUS Rússia    | 1:36.757 | SF    |
| 6    | Lucie Matoušková Anna Kožíšková Monika Machová Michaela Mlezivová        | CZE Chéquia   | 1:39.346 | SF    |

### Semifinal
Os três barcos mais rápidos avançaram para a final.
| Pos. | Canoísta                                                                 | Nacionalidade | Tempo    | Notas |
| ---- | ------------------------------------------------------------------------ | ------------- | -------- | ----- |
| 1    | Roxana Borha Iuliana Ţăran Elena Meroniac Irina Lauric                   | ROU Romênia   | 1:30.594 | F     |
| 2    | Yuliana Salakhova Kira Stepanova Elena Aniushina Svetlana Chernigovskaya | RUS Rússia    | 1:30.969 | F     |
| 3    | Léa Jamelot Gabrielle Tuleu Amandine Lhote Sarah Troël                   | FRA França    | 1:31.596 | F     |
| 4    | Linnea Stensils Karin Johansson Moa Wikberg Klara Andersson              | SWE Suécia    | 1:31.946 |       |
| 5    | Joana Vasconcelos Beatriz Gomes Francisca Laia Helena Rodrigues          | POR Portugal  | 1:32.169 |       |
| 6    | Lucie Matoušková Anna Kožíšková Monika Machová Michaela Mlezivová        | CZE Chéquia   | 1:33.308 |       |
| 7    | Federica Nole Norma Murabito Irene Burgo Sofia Campana                   | ITA Itália    | 1:36.004 |       |

### Final
Os competidores disputaram as posições de 1 a 9, com medalhas para os três primeiros.
| Pos.              | Canoísta                                                                 | Nacionalidade    | Tempo    |
| ----------------- | ------------------------------------------------------------------------ | ---------------- | -------- |
| Medalha de ouro   | Gabriella Szabó Anna Kárász Danuta Kozák Ninetta Vad                     | HUN Hungria      | 1:32.417 |
| Medalha de prata  | Franziska Weber Verena Hantl Conny Waßmuth Tina Dietze                   | GER Alemanha     | 1:33.312 |
| Medalha de bronze | Karolina Naja Ewelina Wojnarowska Edyta Dzieniszewska Beata Mikołajczyk  | POL Polônia      | 1:33.979 |
| 4                 | Roxana Borha Iuliana Ţăran Elena Meroniac Irina Lauric                   | ROU Romênia      | 1:34.084 |
| 5                 | Nikolina Moldovan Dalma Ružičić-Benedek Milica Starović Olivera Moldovan | SRB Sérvia       | 1:34.398 |
| 6                 | Mariia Kichasova-Skoryk Anastasiia Todorova Mariya Povkh Inna Hryshchun  | UKR Ucrânia      | 1:35.325 |
| 7                 | Yuliana Salakhova Kira Stepanova Elena Aniushina Svetlana Chernigovskaya | RUS Rússia       | 1:35.627 |
| 8                 | Lani Belcher Hayleigh Mason Angela Hannah Louisa Sawers                  | GBR Grã-Bretanha | 1:36.439 |
| 9                 | Léa Jamelot Gabrielle Tuleu Amandine Lhote Sarah Troël                   | FRA França       | 1:37.825 |